# 博伊爾斯頓 (麻薩諸塞州)
博伊爾斯頓（英語：Boylston）是一個位於美國麻薩諸塞州烏斯特縣的鎮。

## 人口
根據2020年美國人口普查的數據，博伊爾斯頓的面積為51.00平方千米，當中陸地面積為41.60平方千米，而水域面積為9.40平方千米。當地共有人口4849人，而人口密度為每平方千米95人。